# RIM-174标准导弹

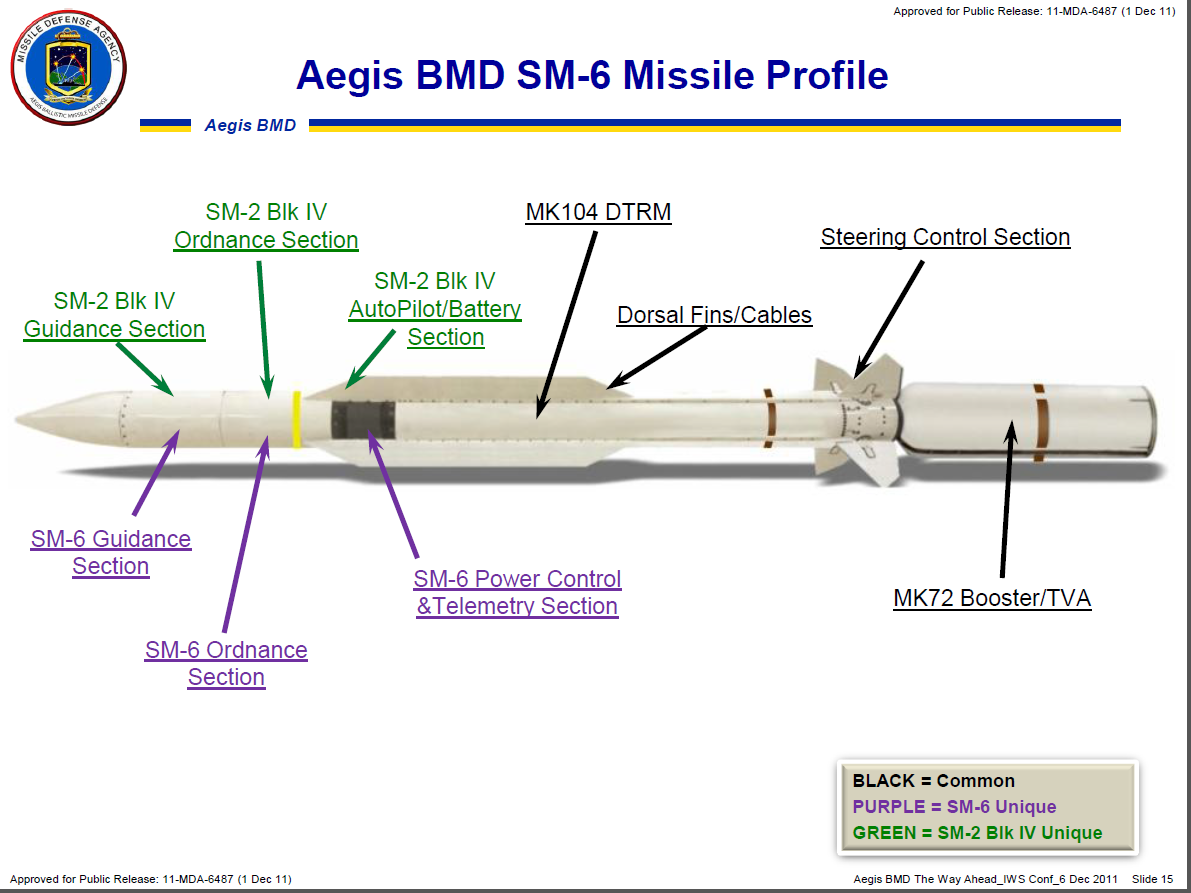
SM-6导弹的部件解说，有与标准二型共用的设计

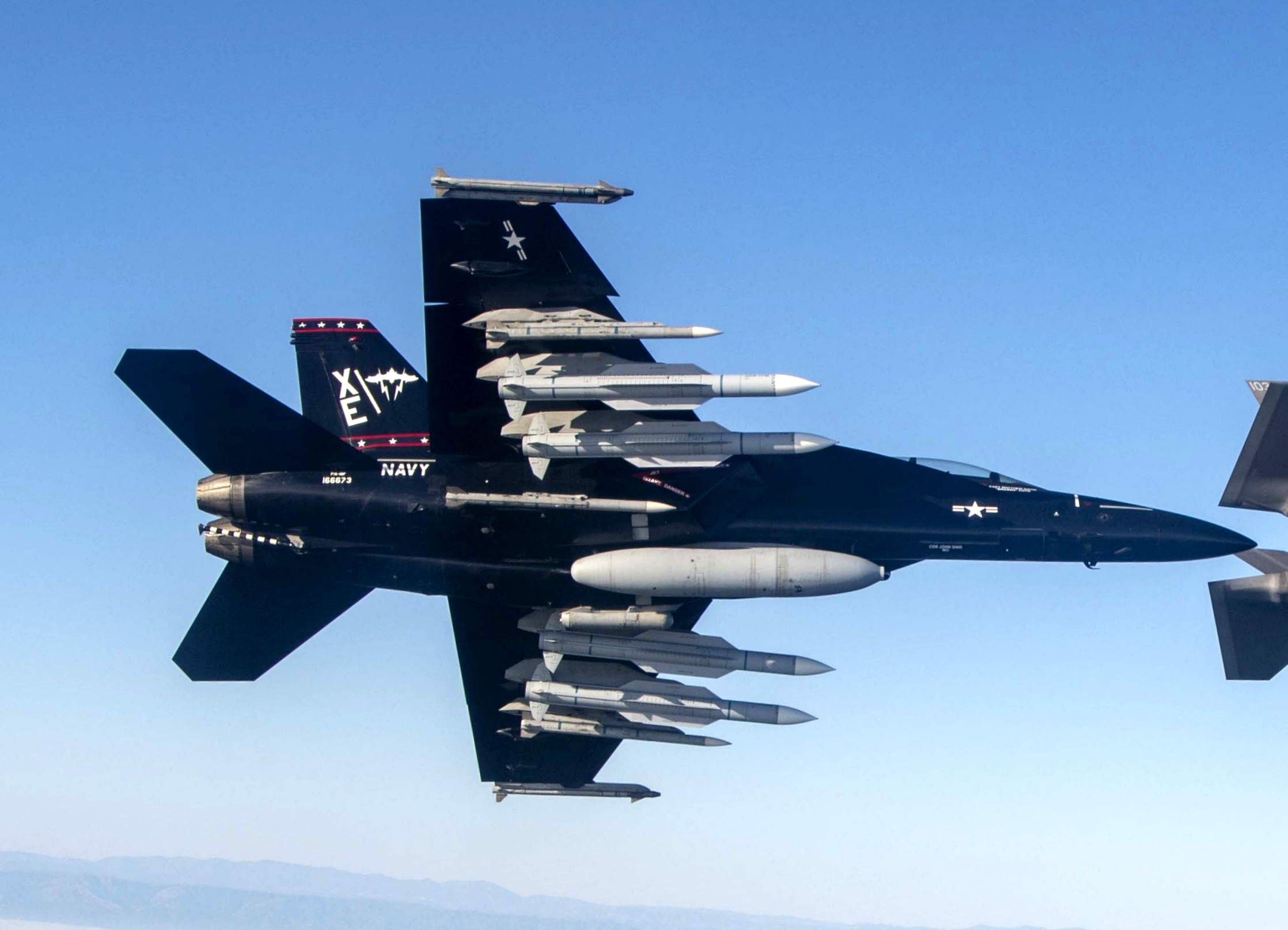
一架F/A-18E/F超級大黃蜂式打擊戰鬥機掛載四枚AIM-174B標準六型遠程空對空飛彈參與環太平洋演習

RIM-174标准长程导弹（英語：RIM-174 Standard ERAM，又稱标准六型飛彈/SM-6 ERAM），是美国海军现役的一款地对空导弹。从地面或者军舰上发射，用来打击空中固定翼飞机，无人飞机等目标，也可被用作反舰导彈，但由於僅有64公斤的高爆戰鬥部，實際毀傷能力有限。RIM-174标准导弹由RIM-156A（SM-2ER Block IV）改进而来，在前任型号上加装了AIM-120先进中程空对空导弹上使用的主动导引雷达，取代之前的半自动导引雷达。大大增强了对高速飞行目标，以及发射载具扫描范围以外目标的追踪和打击能力。

## 研發歷程
RIM-174标准导弹于2013年11月具备初始作战能力。
标准六型并非要取代标准二型的地位，而是对标准二型打击不到的远距离目标提供协助。
2017年1月，五角大楼同意出口RIM-174标准导弹，目标用户为澳大利亚，日本和韩国。当年8月末，美国海军使用“标准-6” 雙任務第一階段（Dual I）型完成了中程弹道导弹拦截试验。当时，从美军“约翰·保罗·琼斯”号驱逐舰上发射的两枚该型导弹，成功拦截了由夏威夷考艾岛上测试设施发射的中程导弹。
2021年4月举行的“无人综合作战问题21”演习上，美国海军“约翰·芬恩号”驱逐舰在完全不打开主动传感器的情况下，通过前线无人舰艇的被动传感器传回的信号，定位目标靶舰。随后该舰发射“标准-6”防空导弹，通过弹道导弹的攻击方式，成功命中模拟的敌军舰船目标。
2021年5月29日，根据美国导弹防御局网站消息：当天该对中程弹道导弹的测试中，舰载版“神盾”系统使用两枚“标准-6” 雙任務第二階段（Dual II）型导弹对目标进行拦截，但未命中目标导致测试以失败而告终。在消息中指出，此次测试的两枚“标准-6”雙任務第二階段（Dual II）型导弹是以齐射的方式进行拦截的，但最终还是没能按照要求命中目标。此次试射失败的“标准-6” Dual II型导弹是在前型的基础上，由雷神公司发展而来的。

## 使用者
美国
- 美國陸軍：裝備於堤豐中程飛彈發射系統。
- 美國海軍：裝備於阿利·伯克級驅逐艦、朱瓦特級驅逐艦、提康德羅加級飛彈巡洋艦與F/A-18E/F超級大黃蜂式打擊戰鬥機(見空射版的AIM-174B)

- 澳洲皇家海軍:装备于霍巴特级驱逐舰

 日本
- 日本海上自衛隊:装备于金刚级驱逐舰、爱宕级护卫舰、摩耶级护卫舰

- 韓國海軍:装备于正祖大王级驱逐舰[15]

## 參閱
- 神盾戰鬥系統
- 堤豐中程飛彈發射系統

## 外部連結
- RIM-174 SM-6 Extended Range Active Missile (ERAM) （页面存档备份，存于）
- Raytheon RIM-174 ERAM (SM-6) （页面存档备份，存于）